# Премія Ротшильда
Пре́мія Ро́тшильда (івр. פרס רוטשילד) — ізраїльська наукова премія, що присуджується благодійним фондом «Яд ха-Надів» (благодійний фонд сім'ї Ротшильдів в Ізраїлі) з 1959 року в дев'яти галузях: інженерії, сільському господарстві, суспільних науках, науках про життя, іудаїці, хімічних науках, фізичних науках , гуманітарних науках і математиці. Нагороди вручаються раз на два роки, але галузі поділяються на дві групи, так що кожна галузь повторюється раз на чотири роки. Нагородою відзначаються науковці за оригінальну і видатну дослідницьку працю.
Консультативна рада премії призначається терміном на чотири роки і складається з голови та восьми членів. Головою ради премії є професор Шафі Голдвассер, що обіймає цю посаду з 2015 року. Іншими членами ради, станом на 2019 рік, є представник лорда Ротшильда професор Менахем Яарі, представник прем'єр-міністра Ізраїлю доктор Лея Несс, представник Ради опікунів Науково-дослідного інституту імені Вейцмана професор Елі Зельдов, представник президента Національної академії наук Ізраїлю професор Маргаліт Фінкельберг, представник міністра освіти Ізраїлю професор Хаїм Тейтельбаум, представник Опікунської ради Єврейського університету у Єрусалимі професор Дафна Левінсон-Замір, представник Опікунської ради Техніону професор Шимон Брендон і представник Опікунської ради Тель-Авівського університету професор Нога Алон. Перед тим головами були доктор Залман Абрамов (1984—1992) і професори Дон Патінкін (1993—1994), Міхаель Бруно (1996—1995), Ілан Хат (2002—1997), Єхудіт Бірак (2004—2010) і Ейтан Кольберг (2011—2015).
Кандидатів на нагороду можуть висувати: керівники університетів Ізраїлю, декани факультетів університетів Ізраїлю, завідувачі відповідних департаментів і відділень та члени Національної академії наук Ізраїлю, а також будь-яка особа, відзначена премією Ротшильда в минулому, за умови, що вона висуває кандидата в тій галузі, в якій отримала премію. У 2012 році розмір винагороди становив 50 000 доларів США на кожного переможця.